# Altin Zeqiri
Altin Zeqiri (Espoo, 18 de julio de 2000) es un futbolista finlandés, nacionalizado kosovar, que juega en la demarcación de extremo para el Çaykur Rizespor de la Superliga de Turquía.

## Selección nacional
Hizo su debut con la selección de fútbol de Kosovo el 12 de octubre de 2023 en un partido de clasificación para la Eurocopa 2024 contra Andorra que finalizó con un resultado de 0-3 a favor del combinado kosovar tras un doblete de Milot Rashica y un gol del propio Altin Zeqiri.

## Clubes
| Club            | País      | Año       | Partidos | Goles |
| --------------- | --------- | --------- | -------- | ----- |
| FC Espoo        | Finlandia | 2017-2019 | 33       | 11    |
| FC Lahti        | Finlandia | 2019-2023 | 108      | 26    |
| Çaykur Rizespor | Turquía   | 2023-     | 68       | 11    |